# 1991年1月逝世人物列表
1991年逝世人物列表：1月 - 2月 - 3月 - 4月 - 5月 - 6月 - 7月 - 8月 - 9月 - 10月 - 11月 - 12月
1991年1月逝世人物列表，是用於匯總1991年1月期間逝世人物的列表。

## 依日期排序

### 1日
- 英加·格策爾，82歲，瑞典奧運亞軍[1]
- 戴提奧科奈爾，52歲，愛爾蘭政治家和共和黨人。[2]
- 傑羅姆·亞瑟·佩奇洛，71歲，美國羅馬天主教主教。[3]
- 尼古拉·佩特雷斯庫，77歲，羅馬尼亞足球運動員和經理。
- 巴克·拉姆，83歲，美國詞曲作者和音樂製作人。[4]

### 2日
- 金錫儀，88歲，英國經濟學家和教育家[5]。
- 埃德蒙·雅貝斯，78歲，埃及-法國作家和詩人[6]。
- 小約瑟夫·C·費根，70歲，美國海軍陸戰隊將軍，癌症[7]。
- 歐文·詹森，85歲，美國水手、冒險家和作家。[8]
- 野间宏，75歲，日本作家，癌症。[9]
- 吉伯特·普萊斯，48歲，美國演員，窒息。[10]
- 哈比卜·拉欣托拉，78歲，巴基斯坦政治家。
- 雷納托·拉塞爾，78歲，義大利演員和歌手，心臟病發作。
- 約瑟夫·J·斯賓格勒，88歲，美國經濟學家，阿爾茨海默病。[11]

### 3日
- 法耶格·阿卜杜勒-賈里勒，42歲，科威特詩人、劇作家和作詞家，被處決。
- 路克·艾普林，83歲，美國棒球運動員。[12]
- 若昂·阿澤維多，75歲，葡萄牙足球運動員。
- 湯姆·貝克，77歲，美國棒球運動員。[13]
- 安娜·格邁納，88歲，奧地利-英國作家。[14]
- 施派·皮內爾斯，82歲，美籍奧地利平面設計師，心臟病發作。
- 魯本·譚姆，74歲，美國畫家，淋巴瘤。[15]
- 桃樂絲·辛克森，92歲，蘇格蘭戲劇設計師。[16]

### 4日
- 埃迪·巴菲爾德，81歲，美國爵士音樂家[17]
- 比爾·伯德，83歲，美國棒球運動員。[18]
- 喬·霍格，72歲，美國橄欖球運動員。[19]
- 貝里·克羅格，78歲，美國演員，腎功能衰竭。[20]
- 伊布·斯托姆·拉森，65歲，丹麥奧運會賽艇運動員。[21]
- 茲馮科·萊佩蒂奇，62歲，南斯拉夫演員，心臟病發作。
- 潘濂，72歲，中國水手。
- 理查德·麥鮑姆，81歲，美國劇作家和編劇。[22]
- 托馬斯·斯坦利·馬修斯，89歲，美國雜誌編輯[23]
- 能登德成，88歲，日本奧運會短跑選手。[24]
- 埃里克·羅丹，60歲，美國棒球運動員.[25]
- 三毛，47歲，華裔台灣作家兼翻譯家，上吊自殺。
- 賈亞迪拉爾·喬塔拉爾·沙阿，84歲，印度法官和印度首席大法官。
- 萊奧·萊特，57歲，美國爵士音樂家[26]

### 5日
- 休伯特·巴特勒，90歲，愛爾蘭作家。
- 約翰尼·埃克，79歲，美國怪胎表演者和演員，心臟病發作。
- 托尼斯·基特，94歲，愛沙尼亞政治家。
- 沃爾特·蘭姆，70歲，美式橄欖球運動員。[27]
- 瓦斯科·波帕，68歲，南斯拉夫詩人。[28]
- 泰德·羅伯遜，61歲，澳大利亞政治家。

### 6日
- 艾德·貝諾，73歲，美國橄欖球運動員。[29]
- 海因里希·達特，80歲，德國動物學家[30]
- 鮑比·艾斯塔萊拉，79歲，古巴棒球運動員。[31]
- 安東尼奧·布蘭科·弗雷耶羅，67歲，西班牙考古學家。[32]
- 尼古拉斯·馬西卡諾，82歲，美國畫家。[33]
- 拉米坎特·納嘎其，59歲，印度電影製片人。
- 瑪律科·尼凱齊奇，69歲，南斯拉夫政治家。
- 艾哈邁德·阿德南·塞貢，83歲，土耳其作曲家和音樂學家。[34]
- 艾倫·威金斯，32歲，美國棒球運動員[35]

### 7日
- 坎德拉特·克拉皮瓦，94歲，蘇聯作家。[36]
- 亨利·盧沃，80歲，法國賽車手。
- 荷西·吉列爾梅·梅基歐，49歲，巴西作家和外交官，癌症。[37]
- 约瑟夫·施特罗，77歲，奧地利足球運動員和經理。
- 夏洛特溫特斯，91歲，美國女演員。

### 8日
- 史提夫·克拉克，30歲，英國吉他手和詞曲作者[38]
- 烏蘇拉·希施曼，77歲，德國反法西斯主義者。
- 亨利·雷恩斯福德·休姆，82歲，英國核物理學家。
- 溫蒂·尼克勞斯，87歲，美國橄欖球運動員。[39]

### 9日
- 薩拉廷·阿斯加羅娃，29歲，蘇聯記者，被槍殺。
- 卡斯伯特·巴德斯利，83歲，英國聖公會主教。
- J. 麥克維克·亨特，84歲，美國心理學家。
- 羅蘭·勞登巴赫，69歲，法國作家、編輯和記者。[40]
- 安東尼奧·萊昂·奧爾特加，83歲，西班牙雕塑家。[41]
- 蘇瑪律諾·索斯羅阿特莫喬，79歲，印度尼西亞政治家。
- 查爾斯·斯特林，89歲，波蘭裔法國藝術史學家。[42]

### 10日
- 埃娃·博萨科娃，59歲，捷克女子體操運動員[43]
- 馬爾特·耶格爾，79歲，德國演員，栓塞。
- 庫雷馬阿，78歲，愛沙尼亞足球運動員。[44]
- 鮑伯·沃利斯，56歲，英國爵士音樂家。

### 11日
- 卡爾·大衛·安德森，85歲，美國物理學家，諾貝爾獎獲得者（1936年）。[45]
- 加蘭·弗雷澤，73歲，美國體育教練。
- 瑪克辛·詹寧斯，81歲，美國女演員。
- 塞普·凱特勒，91歲，奧地利電影攝影師。
- 雅羅斯拉夫·庫切拉，61歲，捷克電影攝影師。[46]
- 查理斯·莫茲利，76歲，英國畫家。[47]
- 薩蘭加帕尼·拉曼，70-71歲，印度足球運動員。[48]
- 亞歷克·羅斯，82歲，英國水手。[49]
- 羅納德·桑德斯，58歲，美國記者。[50]
- 格奧爾格·沙弗，64歲，德國作家，心臟病發作。

### 12日
- 查理斯·德魯里，78歲，加拿大政治家。
- 埃裡克·埃文斯，69歲，英國橄欖球運動員。
- 羅伯特·傑克遜，79歲，澳大利亞公務員。[51]
- 陸錫麟，86歲，美籍華裔演員[52]
- 道格·麥克恩納蒂，68歲，美式橄欖球運動員。[53]
- 瓦斯科·普拉托裡尼，77歲，義大利作家。[54]
- 尼爾斯·拉斯穆森，68歲，丹麥奧運賽艇運動員.[55]
- 亞瑟·懷特，83歲，美國基督複臨安息日會作家，神學教授。[56]

### 13日
- 弗朗索瓦·法爾洪，89歲，法國語言學家。[57]
- 特里布萬達斯·盧哈爾，82歲，印度詩人。
- 埃拉迪奧·羅哈斯，56歲，智利足球運動員。[58]
- 埃德·威廉姆森，78歲，美式橄欖球教練，癌症。[59]

### 14日
- 大衛·阿金，49歲，美國演員[60]
- 鄧肯·布萊克，82歲，蘇格蘭經濟學家。[61]
- 戈登·布萊恩特，76歲，澳大利亞政治家。[62]
- 奇特拉古普塔，73歲，印度作曲家。
- 唐納德·科爾曼，65歲，英國政治家，心臟病發作。
- 小邁爾斯·科普蘭，74歲，美國音樂家和中央情報局官員[63]
- 赫莉·芬肯澤勒，76歲，德國女演員。[64]
- 歐文·古德曼，47歲，芬蘭歌手。
- 薩拉赫·卡拉夫，57-58歲，巴勒斯坦政治家[65]
- 哈里·肖頓，77歲，美國作家、編輯和圖書出版商。[66]
- 羅傑·塔比，80歲，美國外交官和新聞秘書。[67]

### 15日
- 利昂娜·鮑姆加特納，88歲，美國醫生。[68]
- 維什瓦·戈帕爾·金蘭，72歲，印度動物學家。
- 萊爾·朱迪，77歲，美國棒球運動員。[69]
- 朱利葉斯·波德利普尼，92歲，捷克斯洛伐克和羅馬尼亞藝術家。
- 卡爾·蘭金，92歲，美國外交官[70]
- 托尼·斯萊迪尼，90歲，意大利裔美國魔術師。
- 鮑勃·斯特林，71歲，英國橄欖球聯盟球員。

### 16日
- 普雷斯頓·克勞德，78歲，美國古生物學家[71]
- 里納爾多·德爾博，74歲，意大利政治家。
- 尼古拉斯·曼塞，80歲，英國歷史學家。[72]
- 賈博·史密斯，82歲，美國爵士樂音樂家。[73]

### 17日
- 馬夫·布魯爾，76歲，美國棒球運動員。[74]
- 賈科莫·曼祖，82歲，義大利雕塑家。[75]
- 約翰·C·摩根，76歲，美國空軍飛行員[76]
- 保羅·莫羅斯，80歲，波蘭裔德國棋手。
- 奧拉夫五世，87歲，挪威國王[77]
- 斯科特·斯派克，33歲，美國海軍飛行員，在行動中喪生。

### 18日
- 布萊恩·奧爾頓，71歲，愛爾蘭政治家和醫生。
- 查理斯·W·大衛斯，73歲，美國士兵和榮譽勳章獲得者。[78]
- 漢密爾頓·菲什三世，102歲，美國政治家，眾議院議員。[79]
- 維克·福西亞，77歲，美國橄欖球運動員和教練[80]
- 利奧·赫爾維茨，81歲，美國紀錄片製片人[81]
- 雅各·基弗，71歲，德國奧運體操運動員。[82]

### 19日
- 烏澤爾·阿卜杜拉馬諾夫，74歲，二戰期間的蘇聯紅軍軍官和戰爭英雄。
- 唐·貝多，87歲，美國演員。[83]
- 保羅·比克爾，74歲，美國航空工程師。
- 溫斯頓·博斯蒂克，74歲，美國物理學家[84]
- 馬塞爾·查普特，72歲，加拿大魁北克獨立活動家。[85]
- 博比·库姆，66歲，蘇格蘭足球運動員。[86]
- 格諾特·雷因斯塔德勒，20歲，奧地利滑雪運動員[87]
- 約翰·拉塞爾，70歲，美國演員[88]
- 羅伊·韋瑟利，75歲，美國棒球運動員。[89]

### 20日
- 約瑟夫·卡羅爾，80歲，美國將軍[90]
- 哈里·吉斯，87歲，德國演員和敘述者。[91]
- 路易斯·哈迪奎斯特，80歲，比利時自行車運動員。[92]
- 赫比·路易斯，85歲，加拿大冰球運動員。[93]
- 歐文·馬登，74歲，愛爾蘭足球運動員。[94]
- 弗兰克·普菲策，32歲，德國奧運會游泳運動員（1976年，1980年）[95]
- 路易士·塞格納，87歲，法國演員[96]
- 詹姆斯·斯圖爾特，84歲，美國奧林匹克運動員（1928年）。[97]
- 斯坦·塞萊斯特，48歲，美國音樂家[98]
- 阿爾弗雷德·溫賴特，84歲，英國作家。[99]
- 阿爾德特·范德齊爾，80歲，荷蘭物理學家。

### 21日
- 科爾阿爾滕，77歲，荷蘭奧運亞軍。[100]
- 穆罕默德·塔奇·阿米尼，64歲，印度神學家。
- 約翰·比克內爾·奧登，87歲，英國地質學家。[101]
- 甘加·德維，63歲，印度畫家。[102]
- 詹姆斯·W·達克特，79歲，美國軍事學者。
- 梅奇斯瓦夫·格拉茨，71歲，波蘭足球運動員。
- 尼克·古拉斯，76歲，美國職業摔跤推廣人。
- 弗蘭克·米切爾，85歲，美國演員，心臟驟停。
- 伊莉亞娜公主，82歲，羅馬尼亞皇室成員，心臟病發作。

### 22日
- 肯纳斯·阿罗伊，48歲，瑙魯政治家，總統[103]
- 羅伯特·喬奎特，85歲，加拿大小說家。[104]
- 萊斯·戈爾，77歲，英國足球運動員。
- 阿爾霍爾特·孔斯加爾，76歲，挪威滑雪運動員和奧運選手。[105]
- 克裡斯托·科諾，83歲，阿爾巴尼亞作曲家。

### 23日
- 諾斯羅普·弗萊，78歲，加拿大文學評論家和理論家。[106]
- 赫伯特·弗勒利希，85歲，德裔英國物理學家。[107]
- 埃斯特·格拉夫，93歲，丹麥女權主義者和女商人。
- 瓦茨拉夫·雅內切克，61歲，捷克斯洛伐克奧運短跑運動員。 [108]
- 安妮·馬克特，83歲，德國女演員。[109]
- 帕德馬拉詹，45歲，印度電影製片人、編劇和作家，心臟驟停。
- 尼古拉·塔雷津，61歲，蘇聯經濟學家。
- 路易士·埃爾南·阿爾瓦雷斯，52歲，智利足球運動員，胃癌。

### 24日
- 魯道夫斯·巴爾達，87歲，蘇聯足球運動員。[110]
- 埃弗雷特·弗里曼，79歲，美國編劇。[111]
- 約翰·M·凱利，59歲，愛爾蘭政治家，心臟病發作。
- 約翰·米德爾頓，84歲，英國奧林匹克自行車賽車手。[112]
- 薩拉希·蘭詹·慕克吉，71歲，印度外科醫生和神經生物學家。
- 傑克·謝弗，83歲，美國作家，心力衰竭。[113]

### 25日
- 莉蓮·邦德，83歲，英裔美國女演員[114]
- 斯坦利·布洛克，59歲，美國演員[115]
- 戴安娜·圖爾貝·卡斯蒂略，40歲，哥倫比亞記者，被槍殺。
- 胡特·埃弗斯，69歲，美國棒球運動員[116]
- 佩爾·傑爾滕，63歲，挪威冬奧會滑雪運動員。[117]
- 菲奧倫佐·馬里尼，76歲，義大利奧運擊劍運動員。[118]
- 伊斯梅爾·馬里安，70歲，新加坡羽毛球運動員。
- 拉弗蘭·巴奈，69歲，印尼學者，交通事故。
- 吉諾·波利尼，88歲，義大利建築師。[119]
- 弗蘭克·蘇，76歲，英格蘭足球運動員，失智。

### 26日
- 德斯科赫，58歲，美國奧運鐵餅擲手（1956年）。[120]
- 格倫·蘭根，73歲，美國演員[121]
- 奧瑞斯特斯·洛佩斯，82歲，古巴音樂家。
- 漢斯·斯特拉特，73歲，瑞典演員。
- 約翰尼·範·多恩，46歲，荷蘭作家[122]
- 凱倫·楊，39歲，美國迪斯科歌手[123]

### 27日
- 鄭洞國，88歲，中國國民革命軍軍官。
- 喬治·黑澤爾伍德·洛基特，90歲，英國蜘蛛學家。
- 戴爾·朗，64歲，美國棒球運動員，癌症。[124]
- 米羅斯拉夫·瓦萊克，63歲，捷克斯洛伐克詩人、政治家。[125]
- 萊夫·維克斯特倫，72歲，瑞典奧運帆船運動員。[126]

### 28日
- 雷德格蘭奇，87歲，美國橄欖球運動員[127]
- 克裡斯托弗·傑克曼，74歲，美國政治家。
- 尼古拉·拉多維奇，57歲，南斯拉夫足球運動員。[128]
- 亞歷山大·M·施密特，60歲，美國醫生和政府官員[129]

### 29日
- 賈爾·庫塞吉，71歲，印度海軍上將。
- 英格布里特·戴維克，65歲，挪威兒童作家、歌手和詞曲作者。
- 哈桑·多斯蒂，96歲，阿爾巴尼亞政治家。[130]
- 井上靖，83歲，日本作家。[131]
- 瓦迪斯瓦夫·克羅爾，83歲，波蘭冰球運動員、教練。
- V.N.納瓦拉南，61歲，斯裡蘭卡政治家，心臟病發作。
- 阿恩·羅伯茨森，48歲，瑞典摔跤手和奧運會選手。[132]
- 喬·斯泰恩斯，88歲，愛爾蘭足球運動員。

### 30日
- 约翰·巴丁，82歲，美國物理學家，諾貝爾獎獲得者（1956年、1972年）[133]
- 庫爾特·比特爾，83歲，德國史前學家。[134]
- 克利夫頓·C·伊多姆，83歲，美國攝影記者。[135]
- 基爾格蘭的勞埃德男爵里斯·勞埃德，83歲，威爾士政治家。
- 約翰·麥金泰爾，83歲，美國演員[136]
- 何塞·費拉特·莫拉，78歲，西班牙哲學家[137]

### 31日
- 羅伯特·J·哈維赫斯特，90歲，美國化學家[138]
- 馬西奧·梅洛，84歲，巴西政治家。
- 科斯塔斯·蒙塔基斯，64歲，希臘音樂家。
- 奧傑·倫寧，65歲，挪威作家和記者。
- 賈斯汀·阿波斯托爾，69歲，羅馬尼亞足球運動員。[139]